# Bua Yai (huyện)
Bua Yai (tiếng Thái: บัวใหญ่) là một huyện (amphoe) ở phía bắc của tỉnh Nakhon Ratchasima, phía bắc trung bộ Thái Lan.

## Lịch sử
Bua Yai tiền thân là thị xã Dan Nok (ด่านนอก). Trung tâm của thị xã là Ban Nong Lang Yai. Năm 1868, đơn vị này được nâng thành huyện Dan Nok còn trung tâm thị xã được dời đến Ban Nong Lang Noi. Trụ sở huyện đã được dời đến Ban Bua Yai năm 1905, và huyện đã được đổi tên tương ứng. Năm 1951, trụ sở huyện dời đến chỗ mới tại Ban Fat Fueay.

## Địa lý
Các huyện giáp ranh (từ phía bắc theo chiều kim đồng hồ) là Waeng Noi của tỉnh Khon Kaen, Bua Lai, Sida, Non Daeng, Khong, Ban Lueam và Kaeng Sanam Nang của tỉnh Nakhon Ratchasima.

## Hành chính
Huyện này được chia thành 10 phó huyện (tambon). Thị xã (thesaban mueang) Bua Yai nằm trên một phần tambon Bua Yai.
| 1.  | Bua Yai         | บัวใหญ่       |  |
| 3.  | Huai Yang       | ห้วยยาง      |  |
| 4.  | Sema Yai        | เสมาใหญ่     |  |
| 6.  | Don Tanin       | ดอนตะหนิน    |  |
| 7.  | Nong Bua Sa-at  | หนองบัวสะอาด |  |
| 8.  | Non Thonglang   | โนนทองหลาง  |  |
| 14. | Kut Chok        | กุดจอก       |  |
| 15. | Dan Chang       | ด่านช้าง      |  |
| 20. | Khun Thong      | ขุนทอง       |  |
| 24. | Nong Chaeng Yai | หนองแจ้งใหญ่  |  |

Con số mất là tambon nay tạo thành huyện Kaeng Sanam Nang, Sida và Bua Lai.